# Iōannīs Papastefanou
Iōannīs Papastefanou (in greco Ιωάννης Παπστεφανου?; fl. XX secolo) è stato un pallanuotista greco.

## Biografia
Ha rappresentato la Grecia ai Giochi olimpici estivi di Londra 1948 nel torneo di pallanuoto